# Ата жолы
«Ата жолы́» («Путь пре́дков», «Ак жол», «Орда́») — неоязыческое движение, соединяющее культ предков и тюркский шаманизм с атрибутами ислама. Зародилось в Южном Казахстане во второй половине 1990-х годов, постепенно распространилось на территорию соседних стран. В настоящее время запрещено как в Казахстане, так и в ряде регионов России.

## История

### Предпосылки

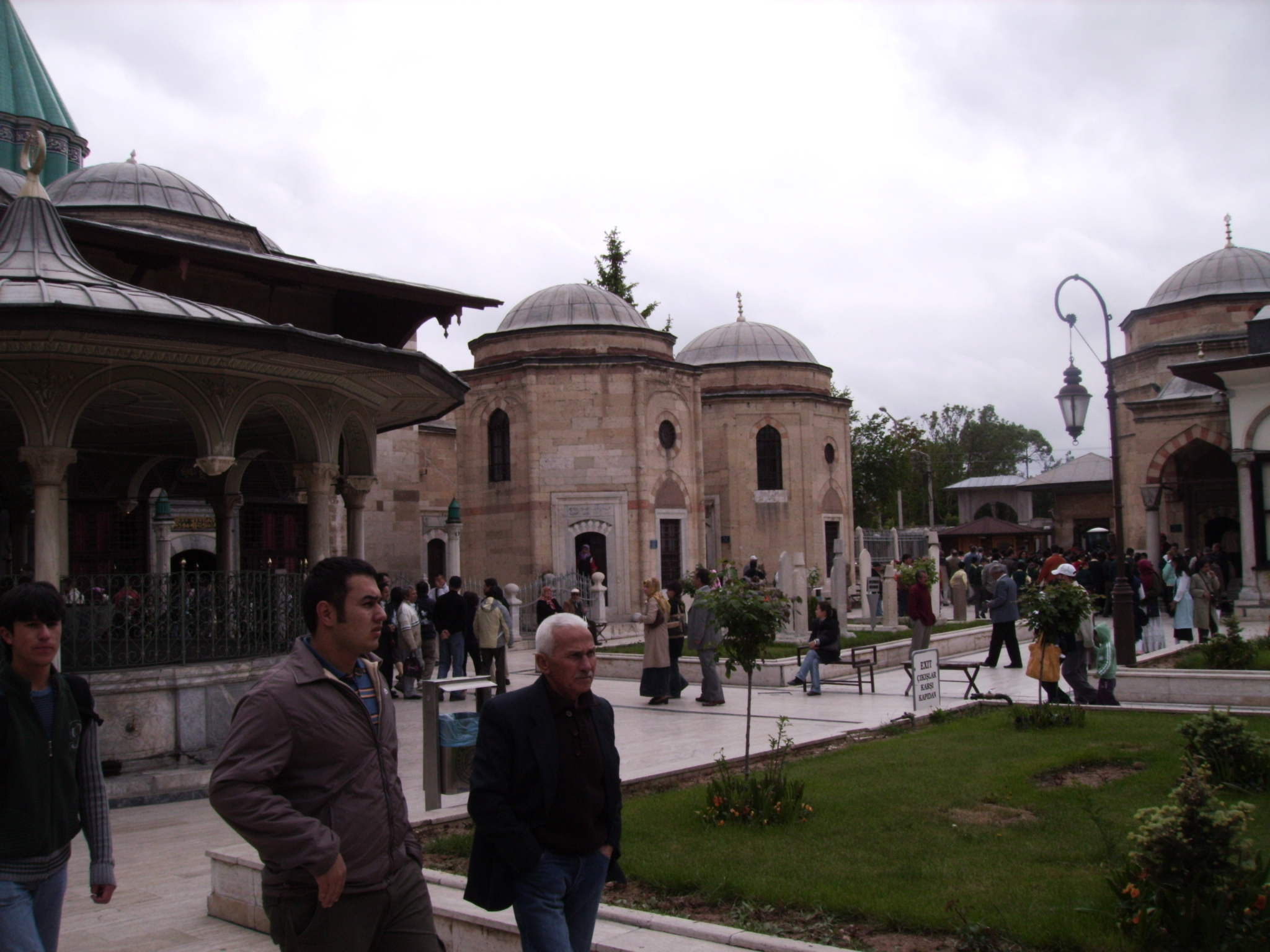
Посетители музея Руми в Конье (2008 год).

А. К. Алексеев и В. В. Иванова отмечают, что современные тюркоязычные государства (Турция, страны Центральной Азии) с конца XX века проживают похожие процессы «исламского возрождения», которые привели к возобновлению давней полемики вокруг дозволенности практики паломничества (зиярат) к местам захоронения «святых» (аулие). Поскольку в Турции не одно десятилетие господствовала идеология пантюркизма, общество там в целом положительно воспринимает древнетюркские доисламские элементы вроде «культа предков». Это приняло форму возобновления почитания знаменитых суфийских дервишей (например, Джалаладдина Руми) и распространению представлений о целебной функции их мавзолеев (мазаров). Напротив, в официальных политических и религиозных кругах господствует отрицательное отношение к проявлениям почитания могил, они трактуются как опасные нововведения и суеверия необразованного народа.
Что касается стран Центральной Азии, то здесь культ «святых» традиционно играет наиболее значительную роль по сравнению с другими регионами исламского мира. Это одна из причин, почему, несмотря на определённое недоверие к нему со стороны религиозных деятелей, власти стремятся к выстраиванию баланса между «официальным» и «народным» исламом.

### Деятельность Кадырали Тарыбаева

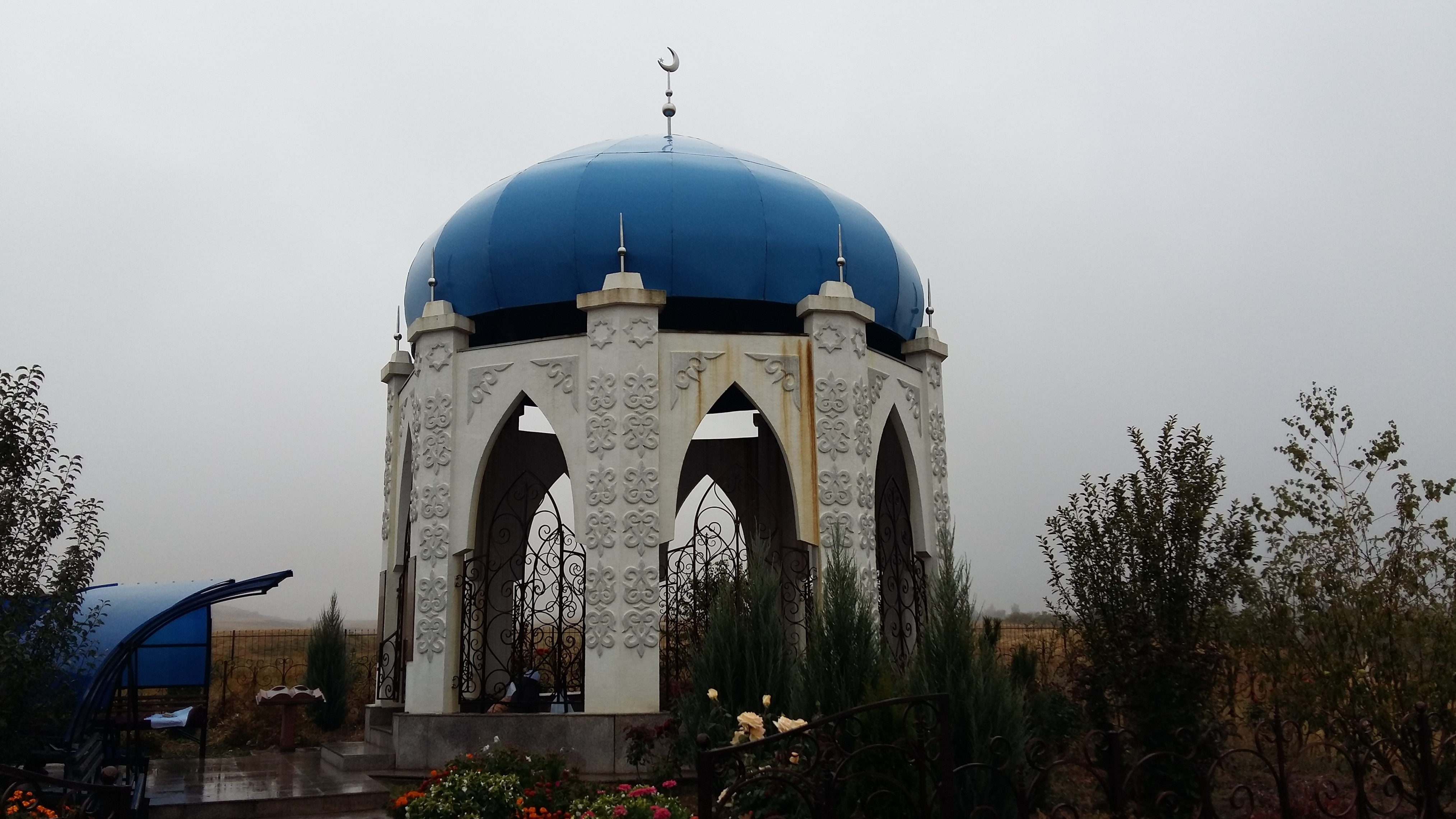
Мавзолей К. М. Тарыбаева в Жамбылском районе Алматинской области (2018 год).

В феврале 1997 года житель села Жамбыл Алматинской области Казахстана Кадырали́ Момбайулы́ Тарыба́ев (1961—2009) объявил, что ему ниспослано видение, в котором Кадырали поручена миссия вернуть казахский народ на путь почитания предков и общения с их духами через посещение могил «святых». Постепенно ему удалось создать необходимую туристическую инфраструктуру: разработать маршруты паломничества, привлечь агентов и т. д. В 2001 году в Алма-Ате было зарегистрировано товарищество с ограниченной ответственностью «Ата жолы», что переводится как «путь предков».
5 февраля 2009 года решением специализированного межрайонного экономического суда Алма-Аты ТОО «Ата жолы» было ликвидировано, его деятельность (включая пропаганду через СМИ) запрещена. Поводом стало то, что жительница села Альжанка (Алтынсарино) Костанайской области с неустойчивой психикой совершила суицид, спасаясь от преследовавших её «голосов духов»; без матери остались 4 детей. В основу судебного решения легло заключение медицинской экспертизы о том, что деятельность движения создаёт реальную угрозу нанесения вреда здоровью граждан. 26 марта того же года К. М. Тарыбаев скончался.

### Жизнь движения после запрета
Несмотря на смерть основателя и судебный запрет, развитие движения продолжилось, теперь уже под названием «Ак жол» (светлый путь). Оно распространилось на сопредельные с Казахстаном российские регионы. По оценкам И. В. Стасевич, паломничество через «Путь предков» совершили около 2 млн казахстанцев.

## География
Хотя наибольшее распространение движение получило в Казахстане, территория его деятельности не ограничена этой страной. Адепты «Ата жолы» принимают посетителей также в Киргизии, России, Белоруссии, Германии, Польше, Австралии.

### Казахстан
На родине движения оно получило особенное распространение в Восточно-Казахстанской, Северо-Казахстанской, Акмолинской, Актюбинской, Карагандинской, Костанайской и Жамбылской областях, в городах Алма-Ата и Астана.

### Кыргызстан
На территории страны действуют несколько движений («Манас-Жолу», «Тенир-Жолу» и др.), отпочковавшихся от «Ата жолы». Их деятельность не запрещена. Для них характерна практика организации паломничеств к «святым» местам. Иногда организаторы собирают плату за участие в паломничестве, однако это всегда добровольное дело (садака). Использование форм деятельности, присущих «Ата жолы», зафиксировано в Чуйской, Таласской, Иссык-Кульской, Джалал-Абадской областях, а также внутри киргизской диаспоры в Москве.

### Россия

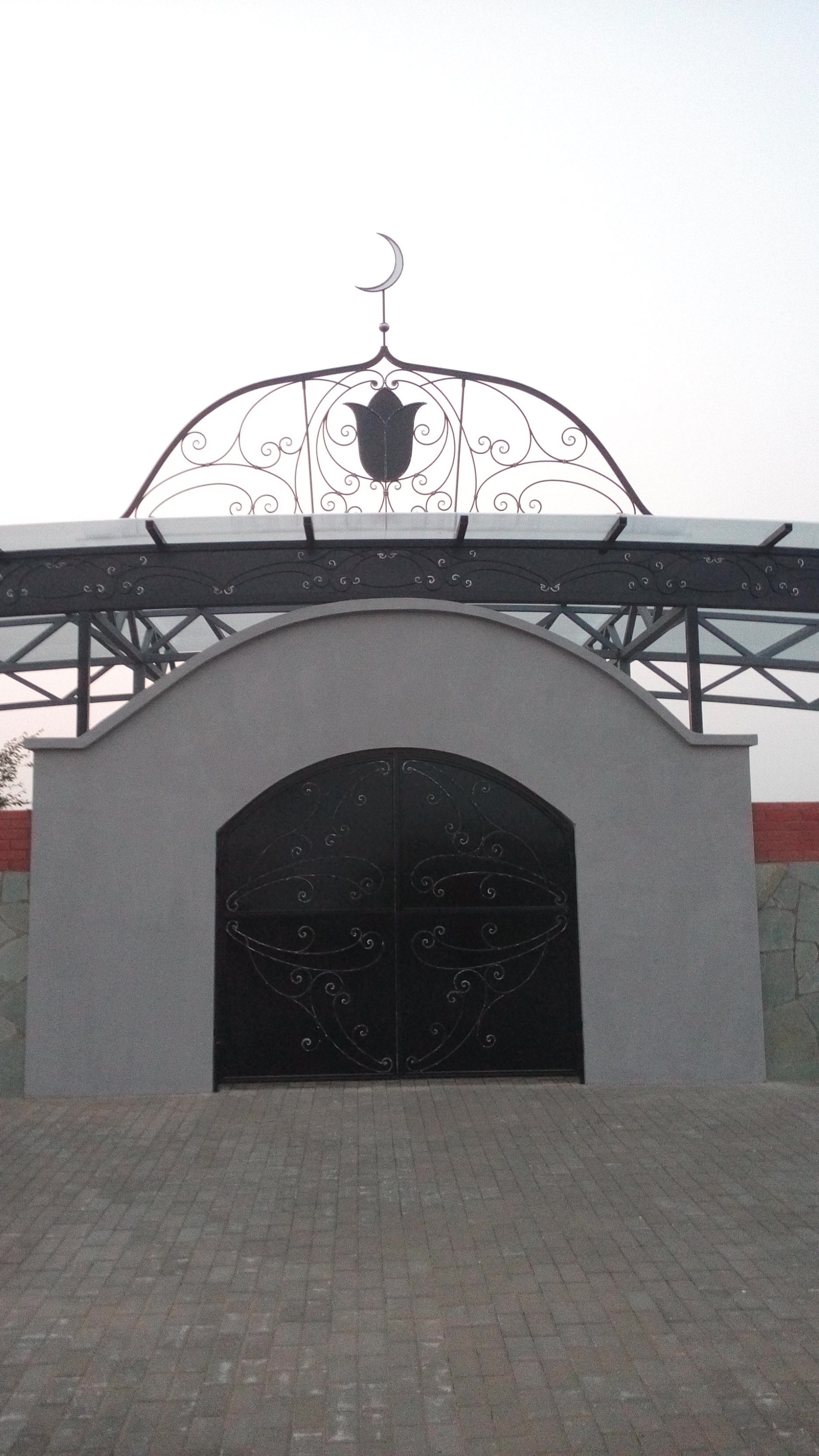
Вход к могиле Зайнуллы Расули — сакральному месту движения в Троицке Челябинской области (2016 год).

В России представители «Ата жолы» замечены в Волгоградской, Самарской, Астраханской, Оренбургской, Курганской, Челябинской, Свердловской, Тюменской, Омской областях, в Башкортостане и Алтайском крае.
В Оренбургской области активисты движения появились ещё в 2005 году. Известно о ячейках в городах Оренбурге, Орске, Соль-Илецке и Кувандыке. В каждой из них состоит 10—15 человек. В то же время, по неподтверждённым данным, число адептов «Ата жолы» в регионе насчитывает сотни людей.
В 2013—2014 годах правоохранительными органами были выявлены и сразу же запрещены две ячейки движения, в селе Башкирское Половинского района и селе Лесниково Кетовского района Курганской области. Наиболее ранняя из этих групп была основана в 2008 году.
В 2012 году решением суда запрещена деятельность движения в посёлке Измайловский Кизильского района Челябинской области. Местная ячейка существовала на протяжении пяти лет, в её состав входили 5 педагогов поселковой школы, во главе находилась фельдшер-акушер больницы. В 2013 году запрещена ячейка, существовавшая на протяжении шести лет в Тракторозаводском районе Челябинска. Несмотря на судебные запреты, движение продолжало деятельность в Челябинске, Магнитогорске, Златоусте, Кизильском районе, насчитывая до 500 сторонников. В апреле 2014 года прокуратура добилась запрета «Ата жолы» на всей территории области.
В 2011 году районный суд в Уфе вынес решение о ликвидации и запрете ячейки движения, которая называлась «Орда» и насчитывала 60 человек, в Ленинском районе города. В 2013 году деятельность «Ата жолы» в столице Башкортостана была возобновлена, но в декабре того же года её организатор привлечена к ответственности по ч. 1. ст. 239 Уголовного кодекса РФ. Спустя год была закрыта ячейка в башкирском городе Сибай, существовавшая в течение 5 лет. В ответ на преследования часть последователей движения переселилась в небольшие населённые пункты. Примером может служить ячейка, действующая в деревнях Абзелиловского района республики.
В 2014 году вынесено решение о ликвидации, прекращении деятельности и запрете ячейки «Ата жолы» в Волчихинском районе Алтайского края.

## Организация

### Акку и сункары
Основной организационной единицей движения выступают медиумы — акку́ (женщины) и сунка́ры (мужчины). Словом «акку» (от каз. аққу — лебедь) традиционно называются женщины возраста от 30 лет; считается, что лебеди вмещают духов. Одно из преданий гласит, что Коркыт, родоначальник тюркских шаманов (баксы́), рождён лебедем или пери, облачённой в лебяжью шкуру. Слово «сункар» происходит от каз. сұңқар — сокол. В тюркском эпосе белый кречет часто является любимой ловчей птицей главного героя, а сам герой постоянно сравнивается с этой птицей в своих моральных, воинских и человеческих достоинствах.
Каждая акку и каждый сункар имеют духа-проводника, который называется «аруа́х» (аруак, арвах, арбак). Название возникло от формы множественного числа («аль-арвах») для арабского слова «рух» (дух). В качестве аруаха выступает один из Бес Ата. Все акку и сункары для осуществления своей деятельности индивидуально оборудуют своё сакральное пространство — специальную комнату, которая называется «орда». Каждая «орда» носит имя того аруаха, от которого получил инициацию данный адепт движения.
У исследователей нет единого мнения об организационных принципах «Ата жолы». И. В. Стасевич рисует строго иерархическую структуру, основанную на жёстких правилах участия, с регулярными собраниями и членскими взносами. Хотя при этом отмечает сходство с сетевым маркетингом, то есть с сетевой организацией. Коллектив авторов в составе учёных из Астаны и Уфы отмечает наличие у движения центра в пригороде Алма-Аты. В то же время Е. И. Ларина утверждает, что у организации не было единого лидера и атрибутов поклонения ему; акку и сункары — это просто предприниматели от паломничества.
Большинство медиумов — женщины, что совпадает с гендерной статистикой в традиционной народной медицине. Среди акку и сункаров встречаются не только казахи, но и сибирские татары, уйгуры, русские, немцы, корейцы.

### Бес Ата
Бес Ата (пять отцов) — это реально жившие в прошлом люди из рода шапрашты, которые получили известность ещё при жизни. Они погребены в комплексе мавзолеев в Жамбылском районе Алматинской области вдоль автодороги A-4 (участок между сёлами Каракастек и Узынагаш). Каждый из аруахов имеет свой «знак» (белгі), который проявляется в виде вибрации или боли в определённой части тела медиума. Вот список «святых»:
- Туктуба́й ата (1700—1781) — шаман (баксы). Знак — под правой лопаткой;
- Суюнба́й ата — акын Суюнбай Аронулы (1815—1898), учитель Джамбула Джабаева[25]. Знак — в области сердца. Мазар в селе Каракастек;
- Сарыба́й би ата — Сарыбай Айдосов / Сарыбай би Айдос-улы (1821—1890), адъютант начальника Алатауского округа подполковника Г. А. Колпаковского, участник Узун-Агачского сражения (1860 год)[26][27]. Знак — в районе локтя. Мазар рядом с селом Узынагаш;
- Жамбы́л ата — акын Джамбул Джабаев (1846—1945). Знак — в затылке. Мазар в селе Жамбыл;
- Кайназа́р ата — батыр Кайназар Шокейулы (1850—1913). Знак — в висках.

| - Мавзолеи Бес Ата. - Мавзолей Туктубая (2018). - Мавзолей Суюнбая (2018). - Мавзолей Сарыбая (2018). - Мавзолей Джамбула Джабаева (2018). - Мавзолей Кайназара (2018). |

## Формы деятельности

### Бата
Бата является традиционной тюркской формой благословения. При этом различаются две формы: «бата беруу» это благословение от имени говорящего, «бата чыгаруу» — благословение от имени некой сакральной инстанции; в качестве последней могут выступать Луна, священные животные, деревья, водоёмы, камни, фигуры традиционного эпоса (Умай, Тенир). В «Ата жолы» применяется бата чыгаруу, в форме «арбак бата» — благословения от духов-аруахов.
Для дачи бата акку или сункар входят в изменённое состояние сознания, в котором соединяются с духом (инвокация), и передают от него послание конкретному человеку длительностью 2—4 минуты. Часто при этом перечисляются события из прошлого получателя бата, которые известны только последнему, чтобы тот мог убедиться в правдивости послания. При этом могут быть обнародованы в том числе не красящие человека факты из его жизни. В бата содержатся пророчества, предостережения, советы, задания (аманаты), обещания поддержки от духа. Может прозвучать рекомендация о поездке к «святым» местам.
Для текста бата присущи поэтические приёмы, возвышенная лексика, использование архаизмов. Данное в ходе бата слово считается имеющим сакральную силу (баракат). Бытует представление, что одни духи делают свои сообщения более мягко и доброжелательно, в то время как другие более строги и категоричны. Во время обряда все присутствующие соединяют кисти обеих рук «лодочкой» и раскрывают их ладонями вверх. Принимающий бата стоит, в конце наставления проводит ладонями по лицу (процедура напоминает умывание).
Бата может даваться в «орде» медиума и во время паломничества, последние более длинные и конкретные. Точность и сакральная сила бата отличается в зависимости от «силы» акку или сункара (сиддхи), на что влияют способности и опыт. Бата могут получить как мусульмане, так и христиане. По данным полевых исследований, в Тюмени и Омске бата даются на русском языке, в том числе потому, что медиумами становятся не только казахи.

### Целительство
Сеансы лечения у акку и сункаров во многом повторяют практику тюркских шаманов-баксы и сеансы лечения современных народных целителей. Используются такие традиционные атрибуты, как камча́, ритуальные свечи-шырак, посох (asa-tayak), чтение заклинаний и молитв, жертвоприношения животных (курбан).
Камча — полностью «каз. киелі қамшы» (kïeli qamşı), в переводе означает «святая плеть». Будучи элементом традиционной казахской культуры, кнут помимо прочего наделялся сверхъестественными возможностями, имел обрядово-магическое значение. Возможно происхождение магических ассоциаций от слова «кам», означавшего шамана у древних тюрков, оно же лежит в основе слова «камлание». По свидетельству П. С. Палласа, в XVIII веке словом «камша» астраханские казахи называли прорицателей.
Для исцеления заклинаниями и молитвами используется такая литература, как «Лечение аятами Корана» Ашрафа Тханави и Мухаммада Хатхурани, сборники по христианству и магии. Данная практика опирается на распространённый в исламе, хотя и не признаваемый официально, ритуал изгнания джиннов. Тексты молитв записывают больному в соответствии с его вероисповеданием и дают рекомендации, как их читать.
В попытках объяснения сути своего дара медиумы используют формулы, традиционные для шаманов:

Не я лечу, а духи предков через меня лечат больных, что они говорят, то я и делаю, по своей воле ничего не предпринимаю.
Скандалы вокруг движения связаны главным образом именно с целительской практикой. Например, сункара из Уфы обвиняли в том, что он предлагал своим клиентам порошок, в состав которого входили сахар и семена белены чёрной (ядовитое растение, которое может использоваться в лекарственных целях, но только по назначению врача). Акку из Курганской области предлагала пациентам вещество растительного происхождения, содержащее алкалоиды гармин и гармалин, в результате у некоторых из них развились нарушения психики, расценивающиеся как тяжкий вред здоровью. У пациентов двух акку из Алтайского края наблюдались астено-неврозоподобные реакции с симптомами психического истощения, тревогой ожидания, сильными колебаниями настроения, острые аффективно-истероидные реакции по типу трансов.

### Паломничество

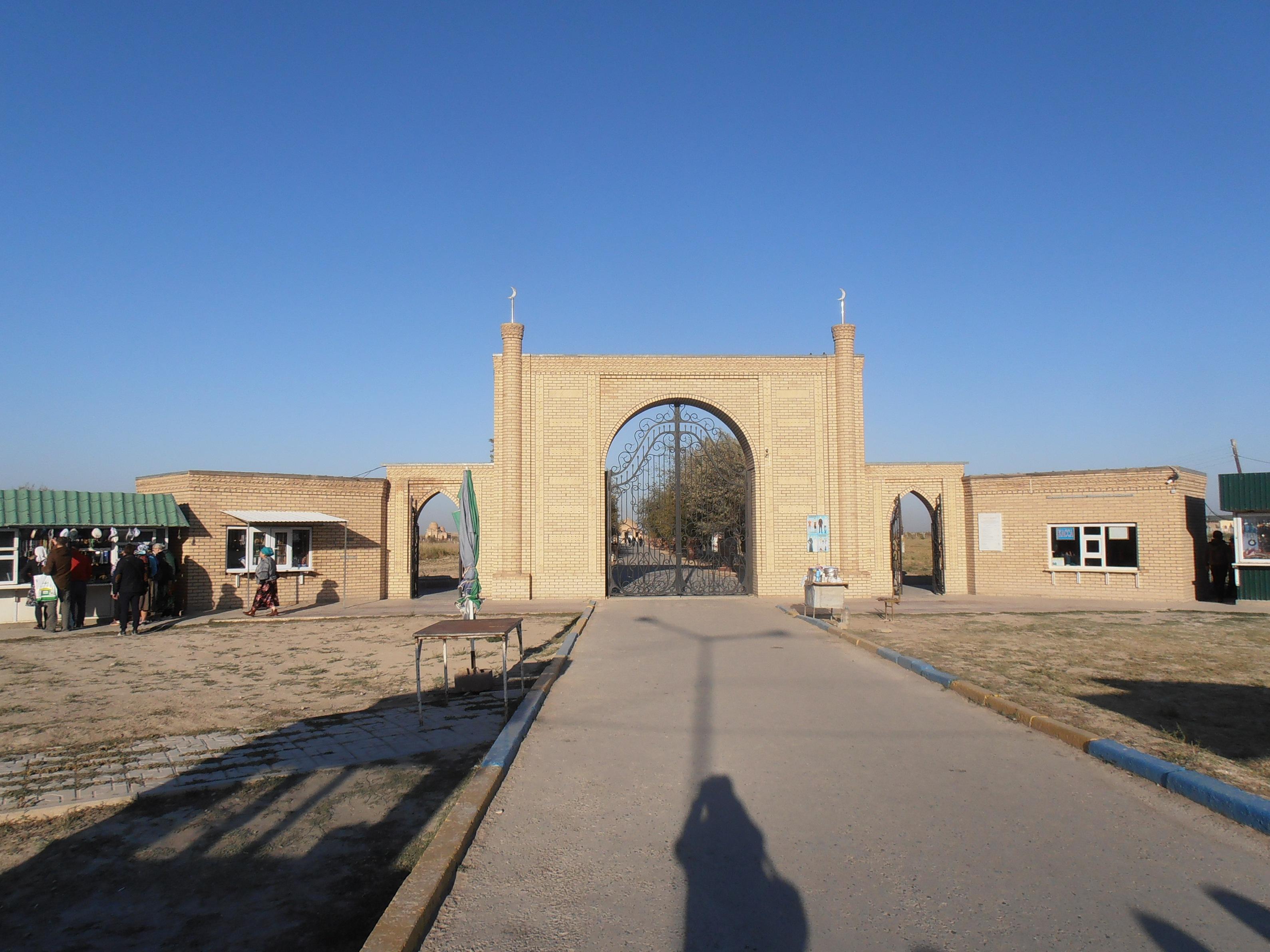
Начало паломничества: вход в комплекс мавзолея Арыстан-Баба (2018 год).

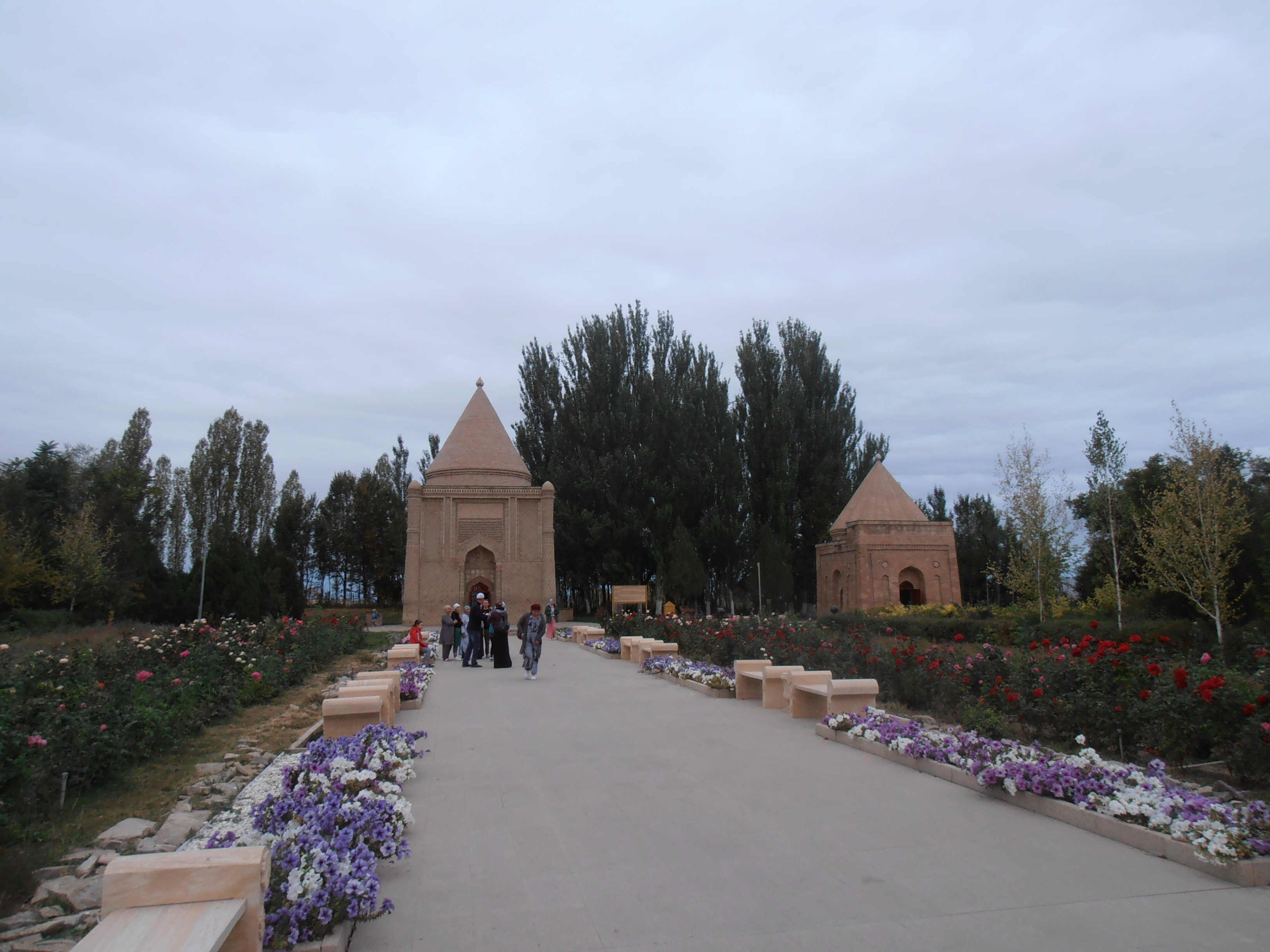
Паломники возле мавзолея Айша-Биби (2018 год).

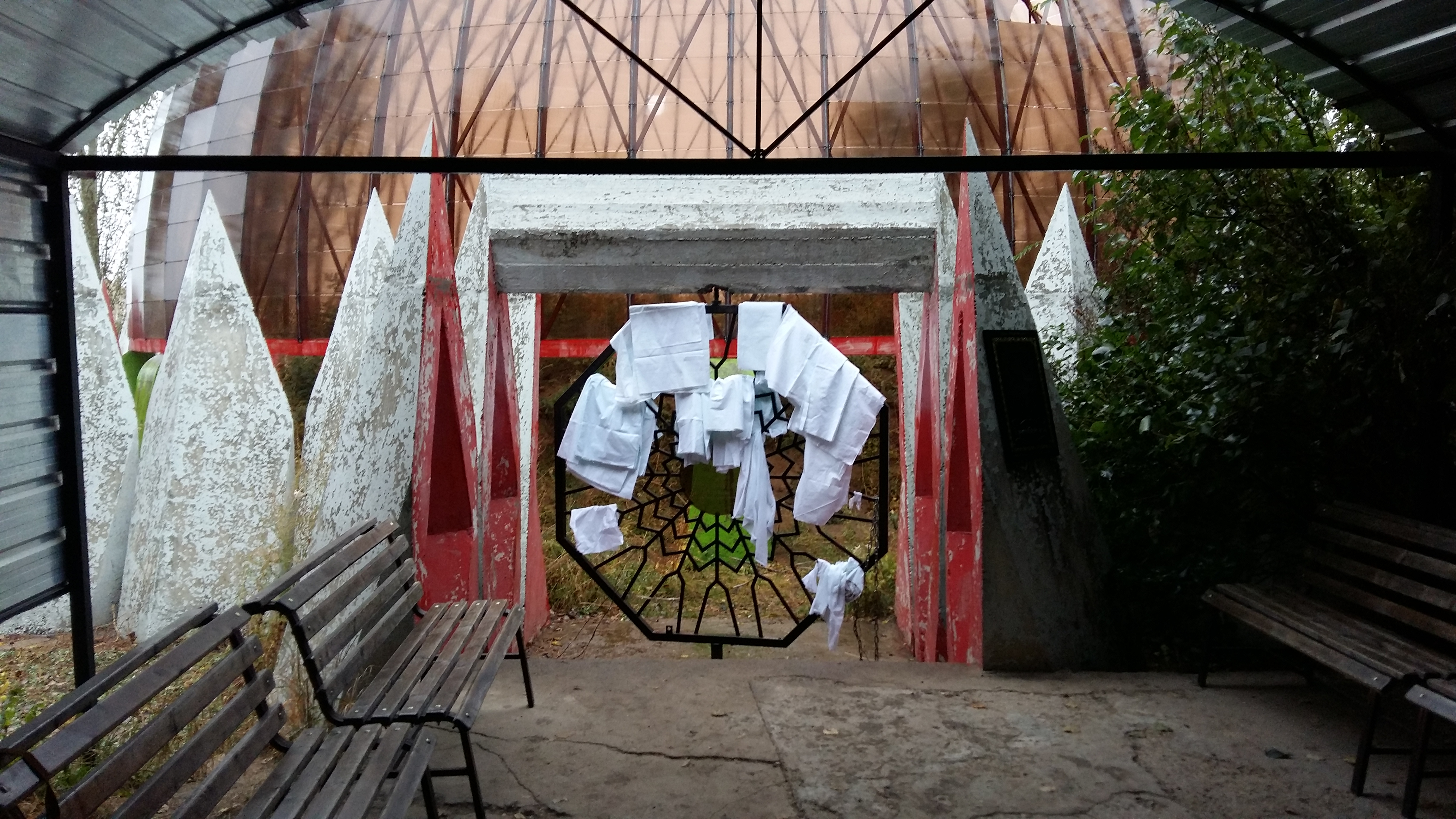
Белая материя на входе в мавзолей Туктубая (2018 год).

Среди казахов распространена идея «малого хаджа», наиболее популярным маршрутом которого является Южный Казахстан с посещением мавзолеев Арыстан-Баба в Отраре, Ахмеда Ясави в Туркестане, Баба-ата близ Сузака, Айша-Биби под Таразом. Так, 4-кратное паломничество в Туркестан приравнивается к посещению Мекки. Определённую роль в популяризации маршрута сыграла известная в стране и даже в приграничных районах России народная целительница Агана из города Каскелен под Алма-Атой.
В рамках «Ата жолы» паломничество-зиярат поставлено на организованную основу. Группы паломников под руководством акку или сункаров собираются в центре движения под Алма-Атой, где целители готовят путешественников: очищают (для достижения состояния ихрама), снимают порчу, сглаз, определяют круг болезней. Оттуда группы выезжают к мазару Арыстан-Баба, после которого на следующий день перемещаются в Туркестан и так постепенно возвращаются в сторону Алма-Аты, посещая в том числе мавзолеи Бес Ата. В ходе поездки организаторы рассказывают о каждом из «святых».
Помимо маршрута в Туркестан, используются поездки в иные места Казахстана: подземные мечети Бекет-ата на полуострове Мангышлак, мавзолеи Алаша-хана и Джучи в горах Улытау, мавзолеи вокруг Астаны (Кабанбай-батыр, Нияз би, Орманбет би и др.), мавзолей Машхура Жусупа в Баянаульском национальном парке, пещеру Коныр-Аулие в Восточном Казахстане.
Адепты движения в России активно находят или формируют новые места поклонения. В Красноярском районе Астраханской области ими стали мавзолей хана Букея и его лекаря Сеит-бабы Хожетаевского. В городе Троицке Челябинской области пользуется почитанием могила суфия Зайнуллы Расули. В Баймакском районе Башкортостана участники движения посещают захоронения дервишей Габдуллы Саиди и Мужавира-хазрата. В Абзелиловском районе республики почитания удостоились археологические памятники: Махмутово-2, Махмутово-3, Ишкулово-6.
Во время поездки паломники просят у духов помощи в своих начинаниях, благополучия, справедливости, детей. Могилы накрывают отрезом белой материи, читают в честь аруахов молитвы, в том числе суры из Корана. Для полного излечения недугов, обретения стабильности в жизни рекомендуется повторять паломничества 2 раза в год. Последнее обстоятельство используется для обвинения руководителей и активистов движения в меркантильности, потому что они собирают на паломничестве большие суммы денег, значительно превышающие реальные затраты.

### Инициация
В целом инициация в «Ата жолы» практически полностью повторяет ритуал традиционной шаманской инициации у баксы. Важным нововведением со стороны движения стало то, что пройти инициацию («открытие дара») может любой человек, который обладает паранормальными способностями (то есть традиционная передача дара по наследству вытесняется институтом наставничества). Такие люди выделяются акку и сункарами среди участников паломничества. Кандидатам назначается день «открытия». Каждый дух-проводник сам выбирает себе адепта, подавая тому знак-белги.
Инициация происходит во время удара рукой по спине новобранца более опытным наставником («получение печати»). С этого момента адепт получает возможность воспринимать голоса аруахов и давать от них бата. Для закрепления приобретённой способности новообращённые акку и сункары разбиваются на пары, в которых пытаются вести диалог друг с другом от имени духов. Помимо этого, каждый инициируемый вызывает дух своего умершего родственника, которого знал лично, чтобы с ним пообщаться. У многих из участников такой сеанс некромантии провоцирует бурную эмоциональную реакцию.
Ещё одним нововведением выступает то, что люди имеют возможность отказаться от шаманского дара. За такую возможность («отмолить» у духов) акку и сункары требуют некоторого вложения денежных средств.

## Оценка
Исследователи отмечают синкретический характер «Ата жолы». С одной стороны, в нём присутствуют языческие доисламские элементы (культ предков), шаманизм. С другой стороны, имеются и черты ислама: знание Корана и чтение его аятов, заимствование из суфийской традиции отношений учитель-ученик (мюрид-муршид).
Представители исламского духовенства негативно относятся к подобным движениям и отрицают их связи с исламом. Большинство светских критиков движения указывают на факты материальной заинтересованности и не всегда подобающего поведения акку и сункаров, психологического насилия над пациентами.
Ряд учёных делает акцент не на движении и сопутствующих ему обстоятельствах, а на новаторских формах его деятельности, даже отказавшись от использования словосочетания «Ата жолы». Е. И. Ларина прибегает к термину «аккулар и сункар». Кто-то из учёных предлагает считать движение особой формой народного ислама и дать ей название «Arwakhism». Кто-то выделяет особенности применяемой формы бата и предлагает назвать её «аулие бата».

### Брошюры движения
- Алимкулова Г. С Арыстан баба путь начни.... — Алматы: SA Print Service, 2007. — 95 с. — 1,000 экз. — ISBN 9965-21-011-X.
- Тажикулулы О. Наследие предков = Шуак Кенес / Пер. А. Жапаровой. — Алматы. — 55 с.

### Статьи
- Денисов Д. Н. Распространение новых религиозных движений из Казахстана в Россию (на примере «Ата жолы») // Народы сопредельных государств России и Казахстана на евразийском пространстве: диалог и сотрудничество. — Уральск, 2014. — С. 127—132.
- Ларина Е. И. Национальное самосознание и традиционные социальные институты в Центральной Азии // Вестник МГУ. Серия 8: История : журнал. — М.: МГУ, 2012. — № 4. — С. 66—90. — ISSN 0130-0083.
- Ларина Е. И., Наумова О. Б. Паломничество в Южный Казахстан как «малый хадж» у российских казахов // Казахи России: История и современность / Отв. ред. Ш. К. Ахметова и др. — Омск: Изд-во Омского гос. ун-та, 2010. — Т. 2. — С. 129—136. — 384 с. — 300 экз. — ISBN 978-5-7779-1124-7.
- Маничкин Н. А. Традиционная сакральность и новая религиозная практика бата чыгаруу в Кыргызстане // Российская тюркология : журнал. — М.: ИЯз РАН, 2020. — № 3—4 (28—29). — С. 58—67. — ISSN 2712-8121.
- Религиозная жизнь народов Центральной Евразии / Отв. ред. В. И. Харитонова. — М.: Институт этнологии и антропологии имени Н. Н. Миклухо-Маклая РАН, 2012. — 336 с. — (Этнологические исследования по шаманству и иным традиционным верованиям и практикам, том 16). — 200 экз. — ISBN 978-5-4211-0080-5.
- Сарсамбекова А. С. и др. «Бата беру» в культуре казахов — традиции и новации // Вестник НГУ. Серия: История. Филология : журнал. — Новосибирск: НГУ, 2021. — Т. 20, № 3. — С. 131—141. — ISSN 1818-7919. — doi:10.25205/1818-7919-2021-20-3-131-141.
- Стасевич И. В. Дороги предков. Традиционные и современные религиозные течения в Казахстане // Лавровский сборник: Материалы XXXIV и XXXV Среднеазиатско-Кавказских чтений 2010-2011 гг.: Этнология, история, археология, культурология / Отв. ред. Ю. Ю. Карпов, М. Е. Резван. — СПб.: МАЭ РАН, 2011. — С. 482—488. — 508 с. — (Лавровский сборник). — 200 экз. — ISBN 978-5-88431-239-5.

### Популярные издания
- Хегай М. К святым местам – лечить тело и душу // Караван. — Алма-Ата: Агентство Kazakhstan Today, 2014. — 23 мая.
- Чагатаев А. О чём молчат аруахи // Медина аль-Ислам в Казахстане : газета. — ИД «Медина», 2012. — Апрель (№ 127).